# G-7ホールディングス
株式会社G-7ホールディングス（ジーセブンホールディングス）は神戸市須磨区に本社を置く持株会社である。カー用品店「オートバックス」、スーパーマーケット「業務スーパー」などのフランチャイズ事業や自社ブランドでの二輪車店「バイクワールド」、自転車専門店「トレジャーサイクル」、ミニスーパー「リコス」、農産物直売所「めぐみの郷」などの店舗展開を行っている。

## 概要
1975年（昭和50年）10月、兵庫県加古川市のボウリング場「セブンボウル」駐車場内で、創業者の木下守が開業したカー用品店「オートセブン加古川店」として創業した。
1995年（平成7年）4月、株式会社オートセブンに社名変更。店名・社名の由来は、創業地の「セブンボウル」とラッキーセブンにあやかり、自動車を意味する「オート」を組み合わせ「オートセブン」としたもの。
主にオートバックスのフランチャイジーとして自動車関連事業を運営してきたが、2002年4月に子会社として株式会社サンセブン（現：G-7スーパーマート）を設立し、神戸物産を本部とするフランチャイズ制スーパーマーケット「業務スーパー」のフランチャイジーとして食料品小売事業に進出した。
2004年4月には子会社として株式会社バイクセブン（現：G-7バイクワールド）を設立。2006年以降は企業買収により規模と業種を拡大し、自動車・オートバイ事業、食品製造・販売事業を2本の柱としてグループ会社を増やしていく。
2005年7月に創業30周年を記念し、企業グループ名を「G-7グループ」とし、翌2006年4月のホールディングカンパニー制への移行に伴い、現社名の「G-7ホールディングス」へ社名変更した。「G」は「グローバル」「ガッツ」「グループ」を表し、創業時の店名「セブン」を合わせて「G-7」とした。2012年から2016年にかけて、グループ会社の社名変更を行い「G-7」ブランドへの統一を図った。
2020年4月1日には、株式会社パン・パシフィック・ インターナショナルホールディングス (PPIH) 傘下のユニー株式会社より、株式会社99イチバの株式を取得し完全子会社化、小型スーパー「miniピアゴ」事業を譲受した。事業譲渡の理由として、PPIH側は「選択と集中」を挙げ、業務スーパーなど食品小売業を手掛けるG-7ホールディングスの事業内容が小型スーパーと親和性が高いためとしている。G-7ホールディングス側は、東京都・神奈川県の都心部を中心にドミナント出店する「miniピアゴ」の店舗を取得することで、首都圏での店舗拡大を図ることを事業譲受のメリットとして挙げている。2022年には同店舗の名称を「リコス」に変更した。

## 沿革
※ 沿革｜企業情報｜株式会社G-7ホールディングス（外部リンク）
- 1975年（昭和50年）10月 - 創業。兵庫県加古川市のボウリング場「セブンボウル」駐車場内で、創業者の木下守がカー用品店「オートセブン加古川店」を開店。
- 1976年（昭和51年）
  - 6月 - キノシタ商事株式会社を設立。
  - 7月 - オートバックスのフランチャイズに加盟、「オートバックス大久保店」を開店[6]。
- 1985年（昭和60年）6月 - 創業10周年を記念して建設した本社ビルが加古川市に完成。
- 1995年（平成7年）4月 - 株式会社オートセブンに商号変更。
- 1996年（平成8年）8月 - 大阪証券取引所二部に上場。
- 2000年（平成12年）3月 - 本社を兵庫県神戸市須磨区へ移転。
- 2002年（平成14年）
  - 1月 - 子会社として株式会社セブンプランニング（現：株式会社G-7デベロップメント）を設立。不動産事業を開始。
  - 4月 - 子会社として株式会社サンセブン（現：株式会社G-7スーパーマート）を設立。「業務スーパー」フランチャイジーとなる。
- 2003年（平成15年）5月 - 東京証券取引所二部に上場。
- 2004年（平成16年）
  - 4月 - 子会社として株式会社バイクセブン（現：株式会社G-7バイクワールド）を設立。翌5月「バイクセブン伊丹店」を開店。
  - 9月 - 香港に「七福集団有限公司」を設立。
- 2005年（平成17年）
  - 7月 - 創業30周年を記念し、企業グループ名を「G-7グループ」とする。
  - 9月 - 東京証券取引所一部、大阪証券取引所一部に指定替え。
- 2006年（平成18年）
  - 4月 - 持株会社化し、株式会社G-7ホールディングスに商号変更。オートバックス事業・自動車事業を分社化し、株式会社オートセブン（現：株式会社G-7・オート・サービス）を設立。
  - 11月 - 株式会社タカツキの株式70％を取得し連結子会社化。福神産業株式会社の株式を取得し完全子会社化。
- 2008年（平成20年）6月 - 株式会社シーアンドシーの株式を取得し完全子会社化。TSUTAYAのフランチャイズ事業を開始。
- 2009年（平成21年）12月 - 株式会社めぐみのさとの株式を取得し完全子会社化。
- 2010年（平成22年）10月 - 株式会社バイクセブンと株式会社タカツキが合併、株式会社G-7モータース（現：G-7バイクワールド）に商号変更[2]。株式会社サンセブンが弁当・惣菜店「Green’s K」1号店をオープン。
- 2011年（平成23年）
  - 3月 - シンガポールに完全子会社「G7 INTERNATIONAL PTE.LTD.」を設立。
  - 9月 - 「鉄板焼ビュッフェGreen’s K」1号店がオープン。
- 2012年（平成24年）
  - 4月 - G-7グループ関東本部を開設。マレーシアにオートバックス1号店をオープン。
  - 12月 - グループ会社を以下のとおり商号変更。
    - 株式会社オートセブン→株式会社G-7・オート・サービス
    - 株式会社サンセブン→株式会社G-7スーパーマート
    - 株式会社セブンプランニング→株式会社G-7デベロップメント
    - 株式会社シーアンドシー→株式会社G-7食品システム
    - 株式会社めぐみのさと→株式会社G-7アグリジャパン
- 2014年（平成26年）
  - 10月 - シンガポールの海外統括持株会社「G7 INTERNATIONAL PTE.LTD.」の全額出資により、株式会社G7ジャパンフードサービスを設立。
- 2015年（平成27年）
  - 4月 - 株式会社G7ジャパンフードサービスが、グループ会社「株式会社G-7食品システム」を吸収合併。
  - 6月 - 株式会社テラバヤシの株式を取得し連結子会社化。
- 2016年（平成28年）
  - 4月 - グループ会社を以下のとおり商号変更。
    - 株式会社デベロップメント→株式会社G-7リテールジャパン
    - 株式会社モータース→株式会社G-7バイクワールド
    - 株式会社テラバヤシ→株式会社G-7ミートテラバヤシ

  - 6月 - 創業40周年記念式典・祝賀会を開催。8月には「G-7グループ創業者記念館」が完成。
  - 11月8日 - 株式会社G-7バイクワールドが、株式会社バイク王&カンパニーと資本業務提携。
- 2020年（令和2年）
  - 4月1日 - ユニー株式会社より株式会社99イチバの株式を取得し完全子会社化[4][5]、小型スーパー「miniピアゴ」事業を譲受[4][5]。子会社の株式会社G-7ミートテラバヤシがアンデス食品株式会社の株式を取得し完全孫会社化[7]。
  - 7月8日 - 子会社の株式会社G-7ミートテラバヤシの子会社であるアンデス食品株式会社が株式会社G-7ミートテラバヤシに合併し[8]、株式会社G-7ミートテラバヤシのアンデス食品事業部となる[9]。
- 2021年（令和3年）4月1日 - 本店を神戸市須磨区弥栄台3丁目1番地の6から神戸市須磨区弥栄台2丁目1番地の3へ移転[10]。
- 2022年（令和4年）4月1日 - 子会社である株式会社99イチバの商号を株式会社G-7リコス・ストアズに変更[11]。
- 2024年5月 - エルアイイーエイチから株式会社ボン・サンテ（東京都葛飾区）の全株式を取得。

## 本社・事業所
- 本社：兵庫県神戸市須磨区弥栄台2丁目1-3
- 創業者記念館：兵庫県神戸市須磨区弥栄台5丁目19-2
- G-7グループ横浜営業所：神奈川県横浜市神奈川区金港町7-15 TKビル6階

本社は兵庫県神戸市須磨区弥栄台3丁目1-6から現在地に移転した。

## 国内傘下事業会社

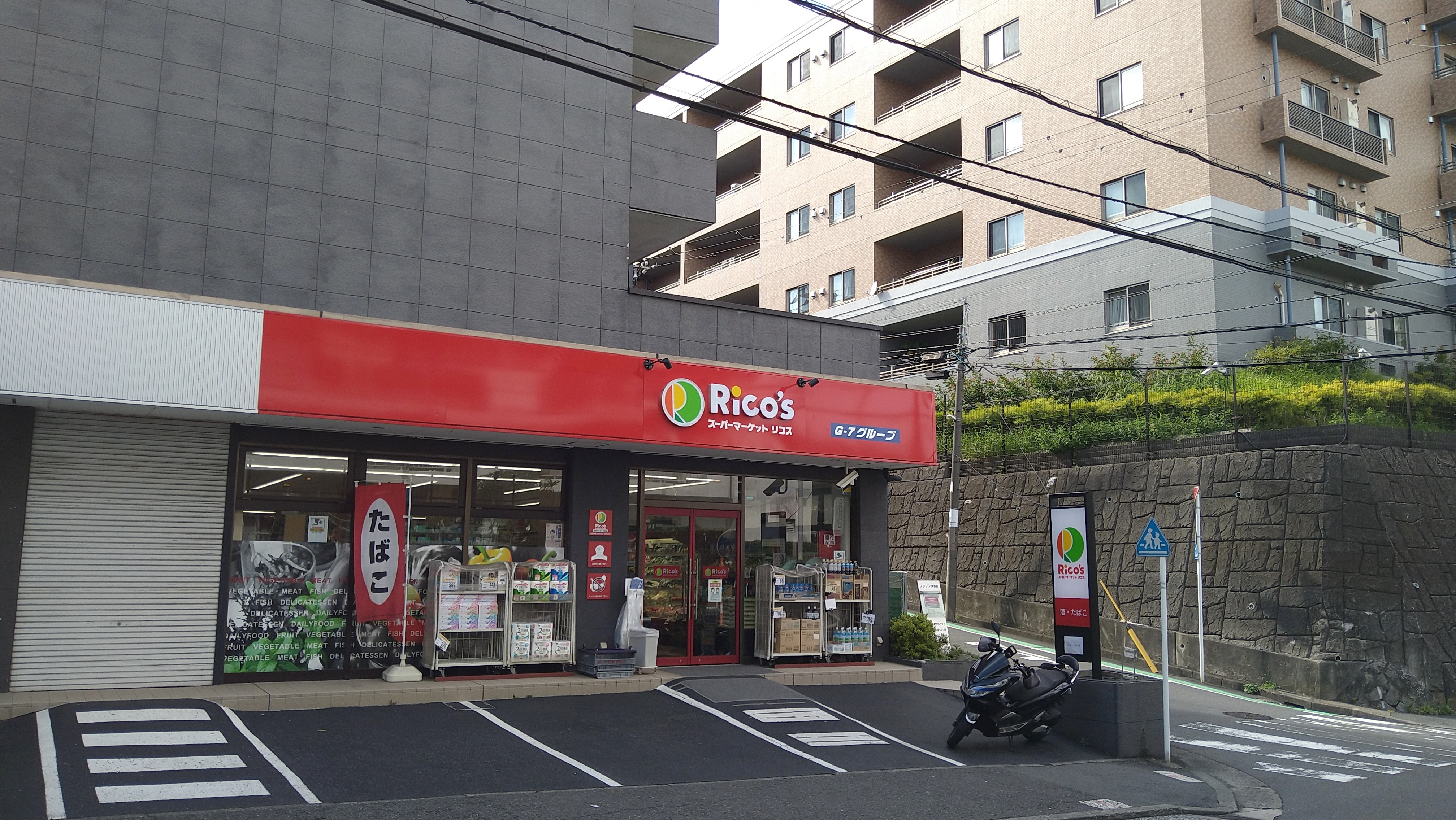
リコス 横浜大久保3丁目店

- 株式会社G-7・オート・サービス[12] - 自動車関連事業
  - オートバックスのフランチャイズ店舗運営など[13]

オートバックスブランド・自社ブランドで、中古車店・中古カー用品店、ガソリンスタンド、自動車整備業、自動車保険代理店などを運営する[12][13]。
鈴木亜久里プロデュースによるレンタルカート場「G-7 土山サーキット」を、オートバックスNEW土山店（兵庫県加古川市平岡町土山776-6）敷地内で運営している[13][14]。
「G-7 AUTO SERVICE RACING」として、モータースポーツにも参戦している[13][15]。
  - その他、たい焼き店「やまや本舗」[16]、コインランドリー「マンマチャオ」[17]のフランチャイズ店舗を運営する[13]。
- 株式会社G-7スーパーマート[12] - スーパーマーケット事業
  - 業務スーパー最大のフランチャイジーとして、全国で店舗を運営する[18]。

店舗や地域によってはG-7グループとして、G-7アグリジャパン「めぐみの郷」、G-7ミートテラバヤシの精肉販売とともに出店している[19]。
  - その他、弁当・惣菜店「Green's K」布施畑インター店を運営していた[12][20]。
- 株式会社G-7バイクワールド - オートバイ関連事業
  - オートバイ専門店「バイクワールド」の店舗運営[12][21]。楽天市場にも出店している[22]。
- 株式会社G-7リテールジャパン - 不動産事業
- 株式会社G-7アグリジャパン - 農産物直売事業
関西地区で農産物直売所「めぐみの郷」の店舗を運営する[12][23]。
- 株式会社G7ジャパンフードサービス - プライベートブランド食品の製造、飲食店フランチャイズ経営等
- 株式会社G-7ミートテラバヤシ - 食肉および畜産加工品の小売事業
会社買収によりアンデス食品を一事業部とする。
- 株式会社G-7リコス・ストアズ - 小型スーパー「リコス」の経営
- 株式会社ボン・サンテ - 業務スーパーのフランチャイジー

## 不祥事
G-7ホールディングスの社長であった木下智雄が神戸市の市道で飲酒運転をしたとして、2022年4月30日、兵庫県神戸西警察署に逮捕された。木下は同市西区伊川谷町長坂の市道で酒気を帯びた状態で乗用車を運転し、住宅2軒のフェンスや門にぶつかる物損事故を起こしていた。「知人宅で酒を飲み、帰宅途中だった」と話しているという。木下は5月2日に社長を辞任した。